# Iago Amaral Borduchi
Pour les articles homonymes, voir Iago (homonymie).
Iago Amaral Borduchi, parfois plus simplement appelé Iago, né le 23 mars 1997 à Monte Azul Paulista, est un footballeur italo-brésilien qui joue au poste d'arrière gauche à l'EC Bahia.

## Carrière

### En club
Né à Monte Azul Paulista, Iago évolue à ses débuts dans l'académie locale de Monte Azul. Bien qu'au départ, il joue comme attaquant, il passe ensuite en position d'arrière gauche. Il passe avec les jeunes de l'Internacional en 2013, à l'âge de 16 ans. 
Le 8 février, il signe un contrat le liant au club jusqu'en 2020. Quinze jours plus tard, il fait ses débuts en équipe première, titularisé pour la victoire 3-1 contre Cricúima, en Primeira Liga. 
En 2018, Iago commence à jouer régulièrement avec l'équipe senior en raison de la blessure d'Uendel (en) ; il continue même à jouer après le retour de ce dernier. 
Le 23 juin 2019, le club de Bundesliga allemand du FC Augsburg annonce la signature de Iago pour un contrat le liant au club jusqu'au 30 juin 2024.

### En sélection nationale
Iago a été appelé dans l'équipe brésilienne des moins de 20 ans pour la Suwon JS Cup 2016. 

## Statistiques
| Saison                | Club                  | Championnat           | Championnat | Championnat | Coupe(s) nationale(s) | Coupe(s) nationale(s) | Compétition(s) continentale(s) | Compétition(s) continentale(s) | Compétition(s) continentale(s) | Total | Total |
| Saison                | Club                  | Division              | M.          | B.          | M.                    | B.                    | Comp.                          | M.                             | B.                             | M.    | B.    |
| 2017                  | SC Internacional      | Série B               | 2           | 0           | -                     | -                     | -                              | -                              | -                              | 2     | 0     |
| 2018                  | SC Internacional      | Série A               | 35          | -           | -                     | -                     | -                              | -                              | -                              | 35    | 0     |
| 2018                  | SC Internacional      | Série A               | 5           | 0           | -                     | -                     | CL                             | 6                              | 0                              | 11    | 0     |
| Sous-total            | Sous-total            | Sous-total            | 42          | 0           | 0                     | 0                     | -                              | 6                              | 0                              | 48    | 0     |
| 2018                  | SC Internacional      | Série A               | -           | -           | -                     | -                     | -                              | -                              | -                              | 0     | 0     |
| Sous-total            | Sous-total            | Sous-total            | 0           | 0           | 0                     | 0                     | -                              | 0                              | 0                              | 0     | 0     |
| 2019-2020             | FC Augsbourg          | Bundesliga            | 10          | 1           | -                     | -                     | -                              | -                              | -                              | 10    | 1     |
| 2020-2021             | FC Augsbourg          | Bundesliga            | 18          | 1           | 2                     | 0                     | -                              | -                              | -                              | 20    | 1     |
| 2021-2022             | FC Augsbourg          | Bundesliga            | 28          | 2           | 2                     | -                     | -                              | -                              | -                              | 30    | 2     |
| 2022-2023             | FC Augsbourg          | Bundesliga            | 21          | 0           | 2                     | 0                     | -                              | -                              | -                              | 23    | 0     |
| 2023-2024             | FC Augsbourg          | Bundesliga            | 15          | 1           | -                     | -                     | -                              | -                              | -                              | 15    | 1     |
| Sous-total            | Sous-total            | Sous-total            | 92          | 5           | 6                     | 0                     | -                              | 0                              | 0                              | 98    | 5     |
| Total sur la carrière | Total sur la carrière | Total sur la carrière | 134         | 5           | 6                     | 0                     | -                              | 6                              | 0                              | 146   | 5     |